# Zeche Tinsbank
Die Zeche Tinsbank ist ein ehemaliges Steinkohlenbergwerk in Witten-Durchholz. Das Bergwerk war auch unter den Namen Zeche Thiensbank, Zeche Tinsbanck, Zeche Thinsbanck und Zeche Thinsberg bekannt. Das Bergwerk wurde während seiner annähernd 200-jährigen Geschichte mehrmals stillgelegt und wieder in Betrieb genommen.

## Geschichte

### Die Anfänge
Im Jahr 1754 erfolgte die erste Vermessung der Berechtsame. Danach war das Bergwerk für mehrere Jahre in Betrieb. Ab dem Jahr 1755 war Engelbert Quambusch als Schichtmeister auf dem Bergwerk tätig. Am 13. September des Jahres 1760 erfolgte eine Hinzuverleihung zum bereits vorhandenen Längenfeld. Die gesamte Länge betrug nun 615 Meter. Im Jahr 1789 wurde das Bergwerk unter dem Namen Zeche Thinsberg in der Niemeyerschen Karte eingetragen. Zu diesem Zeitpunkt besaß das Bergwerk bereits mehrere Schächte. Vermutlich wurde das Bergwerk danach außer Betrieb genommen, denn ab August des Jahres 1806 war das Bergwerk wieder in Betrieb. Im selben Jahr wurde ein Stollen angesetzt. Der Stollen befand sich auf der östlichen Seite des Pleßbaches im Bereich der heutigen Straßen Hohe Egge und Uhlenbruchstraße. Im Juli des Jahres 1807 wurde das Bergwerk in Fristen gelegt. Im darauffolgenden Jahr wurde das Bergwerk außer Betrieb genommen. Am 12. Juni des Jahres 1810 wurde das Bergwerk wieder in Betrieb genommen. Im Bereich von Schacht 3 wurde Abbau betrieben. Außerdem wurde ein Querschlag aufgefahren. Die Auffahrung erfolgte mit Schlägel und Eisen. Dieser Querschlag war erforderlich geworden, um die auf der anderen Muldenseite befindlichen Kohle des Flözes Kreftenscheer abbauen zu können. Ab August des Jahres 1813 wurde das Bergwerk wieder außer Betrieb genommen. Im Jahr 1816 war das Bergwerk im Januar zunächst  noch in Betrieb, danach wurde das Bergwerk erneut stillgelegt. Das Bergwerk war nun mehrere Jahre außer Betrieb.

### Der weitere Betrieb
Am 5. April des Jahres 1848 erfolgte die Verleihung des Längenfeldes Neue Tinsbank als Fortsetzung von Tinsbank. Das Feld war bereits am 11. Juni des Jahres 1795 gemutet worden. In der Zeit von 1875 bis 1900 fiel das Feld an die Zeche Blankenburg. Um das Jahr 1850 bis 1860 war die Zeche Tinsbank wieder in Betrieb. Danach wurde das Bergwerk erneut stillgelegt. Im Jahr 1921 war das Bergwerk wieder in Betrieb, es wurde in relativ geringem Umfang Kohle gefördert. Im darauffolgenden Jahr wurde es erneut stillgelegt. Im Jahr 1923 wurde das Bergwerk von der Gewerkschaft Tinsbank wieder in Betrieb genommen. Am 1. Juni des darauffolgenden Jahres wurde das Bergwerk wieder stillgelegt. Von Februar bis Juli des Jahres 1934 war das Bergwerk wieder in Betrieb. Es wurde in dem im Jahr 1806 angelegten Stollen abgebaut. Danach war das Bergwerk bis zum April des darauffolgenden Jahres wieder außer Betrieb. Ab Mai wurde das Bergwerk wieder für einige Jahre in Betrieb genommen. Im März des Jahres 1940 wurde der Betrieb eingestellt und im Juni desselben Jahres wurde die Zeche Tinsbank stillgelegt. Im Jahr 1952 wurde das Bergwerk noch einmal zwecks Inbetriebnahme angemeldet. Unter dem Namen Zeche Teta sollte hier eine Kleinzeche in Betrieb genommen werden. Es war geplant, dass mit offenem Licht bei natürlichem Wetterzug gearbeitet werden sollte. Die Hauer sollten die abgebauten Kohlen in Wagen verladen und von Hand abfördern. Allerdings fand kein Betrieb statt.

## Förderung und Belegschaft
Die ersten bekannten Förderzahlen stammen aus dem Jahr 1806, in diesem Jahr wurden 1093 Ringel Steinkohle gefördert. Im Jahr 1921 wurde pro Tag eine Förderung von 10 Tonnen Steinkohle erbracht.  Im Jahr 1935 förderten acht Bergleute 1274 Tonnen Steinkohle. Im Jahr 1938 wurde die maximale Förderung des Bergwerks erzielt. Mit 14 Beschäftigten wurden 5722 Tonnen Steinkohle gefördert. Im Jahr 1940 waren noch drei Beschäftigte auf dem Bergwerk, es wurden 773 Tonnen Steinkohle gefördert. Dies sind die letzten bekannten Förder- und Belegschaftszahlen des Bergwerks.